# Dowiastka
Dowiastka (Dianella Lam. ex Juss.) – rodzaj roślin należący do rodziny złotogłowowatych (Asphodelaceae), obejmujący 40 gatunków, występujących na obszarze od południowo-wschodniej Afryki do Azji Południowo-Wschodniej, Australazji i Oceanii. Ze względu na swoje walory ozdobne i wytrzymałość wiele gatunków i odmian uprawnych dowiastek uprawianych jest w krajach o ciepłym klimacie w ogrodach i pojemnikach, a także wykorzystywanych do nasadzeń obrzeżnych i jako rośliny okrywowe. Na obszarze naturalnego występowania rośliny te znalazły wiele zastosowań. Dzięki zawartości substancji czynnych, w tym o działaniu przeciwwirusowym, niektóre gatunki stosowane są w medycynie tradycyjnej w terapii chorób. Niebieskie jagody kilku gatunków uznawane są za jadalne, a obecne w nich barwniki z grupy antocyjanidynów wykorzystywane są jako substancje barwiące. Rośliny są też źródłem włókien, wykorzystywanych od dawna do produkcji koszy i sznurów (fragmenty odkryto na jednym ze stanowisk archeologicznych w Australii). Rośliny wykorzystywane są też w komponowaniu perfum, do produkcji kadzidła oraz w obrzędach rytualnych.

## Zasięg geograficzny
Centrum zróżnicowania rodzaju jest umiejscowione na wschodnim i południowo-wschodnim wybrzeżu Australii, gdzie występuje ponad połowa wszystkich gatunków dowiastki, w tym wiele endemicznie. We wszystkich stanach Australii rozpowszechniony jest zmienny gatunek D. longifolia, w ramach którego wyodrębniono sześć odmian. Zmiennym gatunkiem jest też D. caerulea z ośmioma odmianami; sześć z nich występuje wyłącznie we wschodniej Australii, zasięg jednej (D. c. var. vannata) obejmuje również Nową Gwineę, a jedna (D. c. var. caerulea) zasiedla również Tasmanię oraz została introdukowana na Hawajach. D. revoluta z pięcioma odmianami występuje w Australii, poza jej częścią środkowo-północną, oraz na Tasmanii. Poza tym na obszarze od północnej Australii do Malezji występuje D. odorata.
Najszerszy zasięg występowania, nie obejmujący jednak Australii, ma gatunek Dianella ensifolia, który występuje na obszarze od południowej Afryki tropikalnej (Mozambiku i Zimbabwe) przez wyspy Oceanu Indyjskiego (Madagaskar, Reunion, Mauritius, Seszele i Sri Lankę), subkontynent indyjski (Asam, Bangladesz, Nepal i wschodnie Himalaje), Azję Południowo-Wschodnią, południowo-środkowe i południowo-wschodnie Chiny, Japonię i Tajwan do Nowej Gwinei i Wysp Salomona. Został on introdukowany na Florydę i Jamajkę. Na Florydzie uznawany jest za gatunek inwazyjny.
D. ensifolia nie jest jedynym gatunkiem, który nie żyje naturalnie w Australii. D. dentata występuje wyłącznie w południowo-wschodnich Chinach. Na obszarze od Archipelagu Malajskiego do wysp Fidżi występuje D. javanica. D. sandwicensis występuje w dwóch miejscach, dość oddalonych od siebie: na Nowej Kaledonii i Hawajach. Gatunek D. adenanthera występuje w Oceanii, na wyspach Oceanu Spokojnego, od Nowej Kaledonii do Markizów i Pitcairn. Wiele gatunków jest endemitami: Nowej Zelandii (D. haematica, D. latissima i D. nigra), Nowej Kaledonii (D. acutifolia, D. daenikeri, D. pendula, D. plicata, D. stipitata), Norfolk (D. intermedia), Wysp Karolińskich (D. carolinensis), Nowej Gwinei (D. monophylla) i Marianów (D. saffordiana).
Podejrzewa się, że rośliny z tego rodzaju pochodzą z Gondwany, skąd rozprzestrzeniały się od trzeciorzędu (paleogenu).

## Morfologia

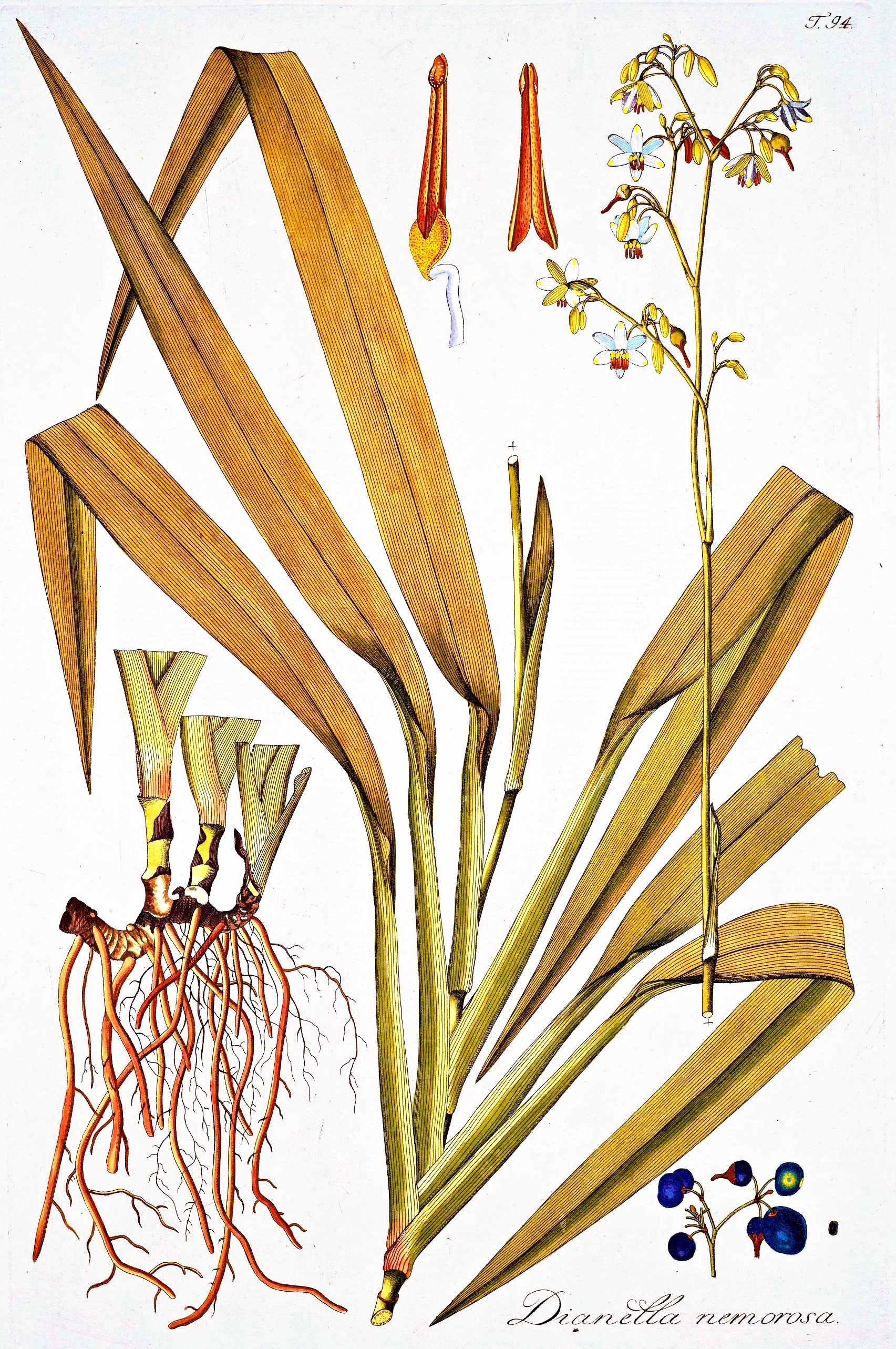
Dianella ensifolia

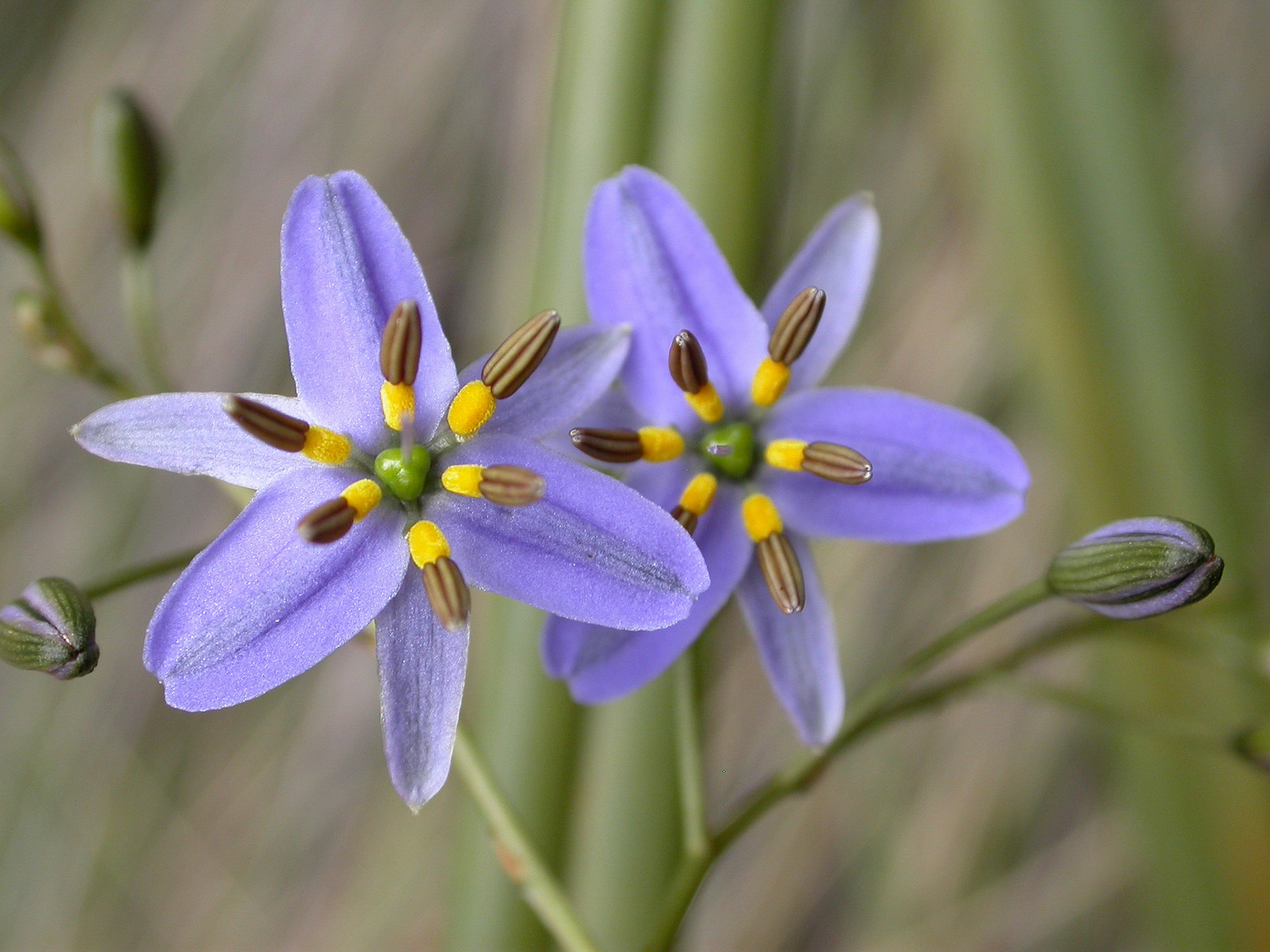
Kwiaty D. revoluta z widoczną strumą pod główkami pręcików

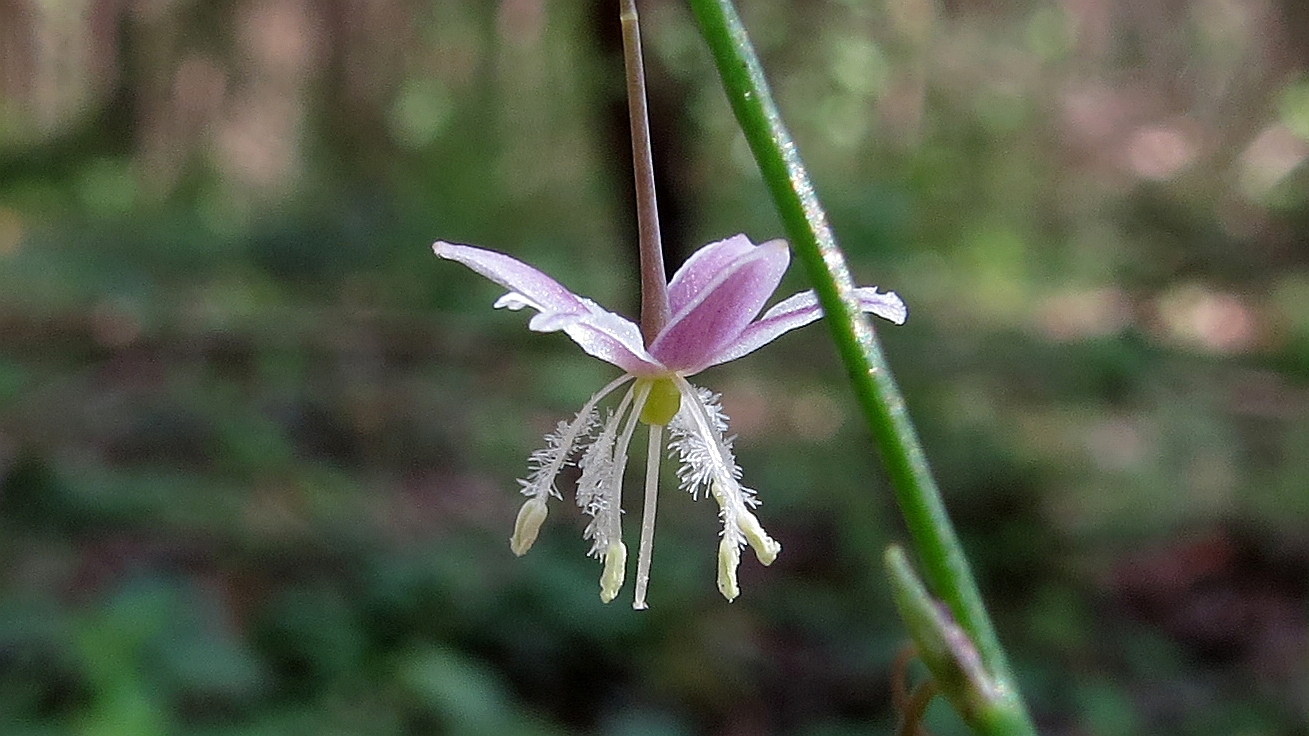
Silnie orzęsione strumy u D. caerulea

PokrójWieloletnie, wiecznie zielone, rośliny zielne lub podkrzewy, tworzące kępy lub darń; także rośliny poduszkowe.
PędyZe względu na rodzaj pędów podziemnych rośliny z tego rodzaju dzielą się na tworzące kłącze lub bulwy korzeniowe. Kłącza są żółtawe i pokryte łuskowatymi katafilami, zazwyczaj są grube i rozgałęzione. W ich węzłach rozwijają się pąki wegetatywne, które mogą przekształcić się w łodygę (głąbik) lub liście odziomkowe. Rośliny kłączowe tworzą gęste skupiska, kępiaste lub darniowe, nierzadko o szerokości wielu metrów. Bulwy korzeniowe są białawe do kremowych; w przypadku tego typu roślin z wierzchołka bulwy wyrastają liście odziomkowe, a roślina tworzy gęstą kępę o średnicy do 75 cm. Głąbik o wysokości do 2 metrów, zwykle z kilkoma niewielkimi liśćmi łodygowymi, zakończony jest kwiatostanem.
KorzenieZarówno z kłączy jak i bulw korzeniowych wyrastają włókniste korzenie pokryte kosmkowatymi włoskami.
LiścieLiście odziomkowe o blaszkach równowąskich do mieczowatych i taśmowatych, osiągających długość do 2 metrów, całobrzegich lub drobno piłkowanych i wąskim wierzchołku. U niektórych gatunków na powierzchni doosiowej blaszki obecne są brodawki. U wielu gatunków liście odziomkowe zachodzą na siebie u nasady i zebrane są w dwuszeregowy wachlarz. U nasady liście tworzą pochwę liściową, o brzegach zagiętych do góry, w odcieniach czerwieni, różu, zieleni lub bieli. U wszystkich gatunków (z wyjątkiem D. incollata) w pobliżu wierzchołka pochwy występuje strefa, w której powierzchnie doosiowe brzegów blaszek liściowych i pochew są zrośnięte (co wygląda na zwężenie, zwane strefą okluzji pochwy liściowej). Specyficzne cechy tej strefy są charakterystyczne dla poszczególnych gatunków. Użyłkowanie równoległe, wyraźnie widoczne na powierzchni odosiowej. Liście łodygowe niewielkie, równowąskolancetowate, niekiedy łuskowate.
KwiatyZebrane w kwiatostan złożony, wąsko stożkowaty, stożkowaty lub podługowaty, określany jako grono, wiecha lub wierzchotka, luźno rozgałęziony, zwykle duży, w którym naprzemianległe osie boczne zakończone są skrętkami, gronami lub mniejszymi wiechami. Szypułki smukłe, członowane dystalnie. Kwiaty są zwykle zwisające. U niektórych gatunków każda oś boczna kwiatostanu wsparta jest podsadką, a szypułka kwiatu przysadką. Okwiat złożony z białych, niebieskich lub fioletowych, a także zielonych listków położonych w dwóch okółkach, które u niektórych gatunków są różnobarwne (np. u D. bambusifolia i niektórych odmian D. caerulea zewnętrzny okółek jest fioletowy, a wewnętrzny biały). U niektórych gatunków wierzchołki listków okwiatu są zakończone kępką rzęsowatych włosków. Listki okwiatu są wolne, wąsko podługowate do jajowatych. Użyłkowanie listków okwiatu jest równoległe i składa się z od 3 do 7 żyłek, których liczba może być różna w wewnętrznym i zewnętrznym okółku. Sześć pręcików, osadzonych jest u nasady listków okwiatu. Między gładką nitką a główką pręcika obecne jest orzęsione zgrubienie (struma). Główki pręcików osadzone są u nasady. Pylniki skierowane są na zewnątrz i pękają przez wierzchołkowe otworki, które rozwijają się w szczeliny. Zalążnia jest górna, kulistawa, zwykle trójkomorowa, u niektórych gatunków z przegrodowymi miodnikami. Każda komora zawiera od 2 do 12 (od 4 do 8) zalążków, osadzonych kątowo w dwóch szeregach. Szyjka słupka jest nitkowata i zakończona drobnym, główkowatym znamieniem.
OwocePodługowate (np. u D. tasmanica), kulistawe do podługowatych (D. sandwicensis) do spłaszczono-kulistawych i kulistawych jagody, które po dojrzeniu są barwy fioletowej lub niebieskiej. Nasiona ukośnie jajowate, zwykle bocznie dwuwypukłe, w kolorze czarnym lub brązowym, o łupinie gładkiej lub drobno rzeźbionej, lśniącej, rzadko matowej.

## Biologia

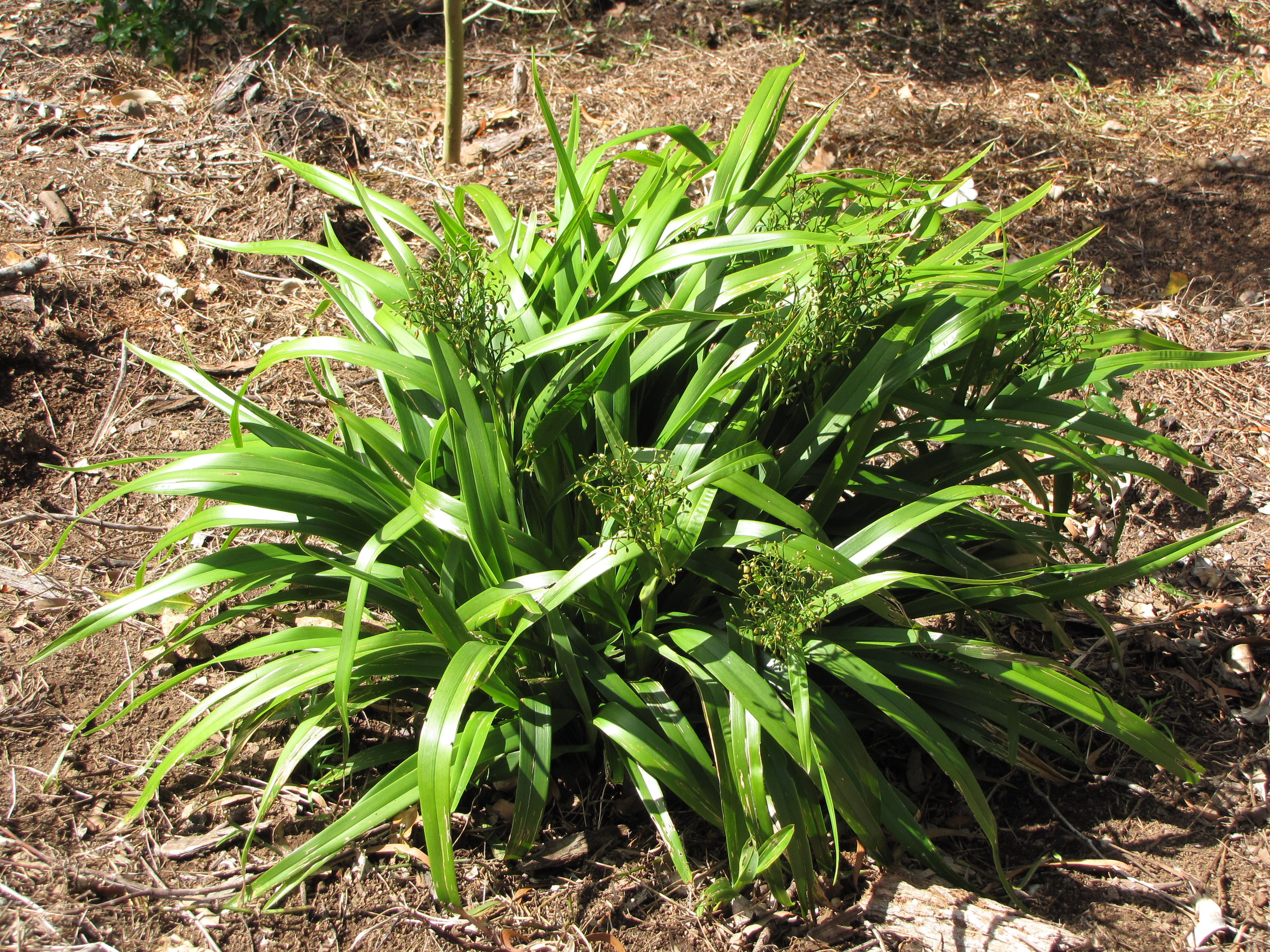
Kępiasty pokrój D. sandwicensis

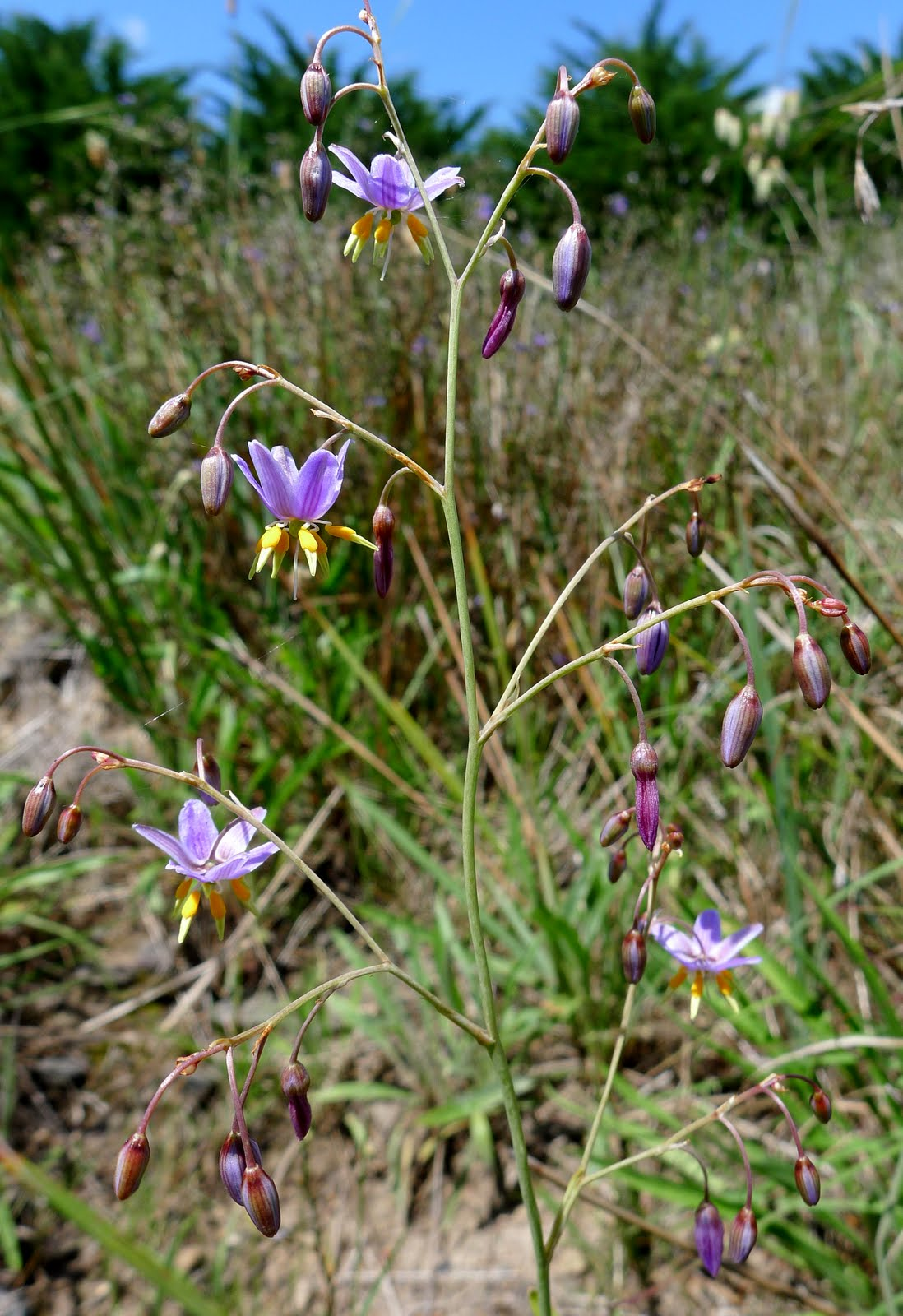
Kwiatostan D. amoena

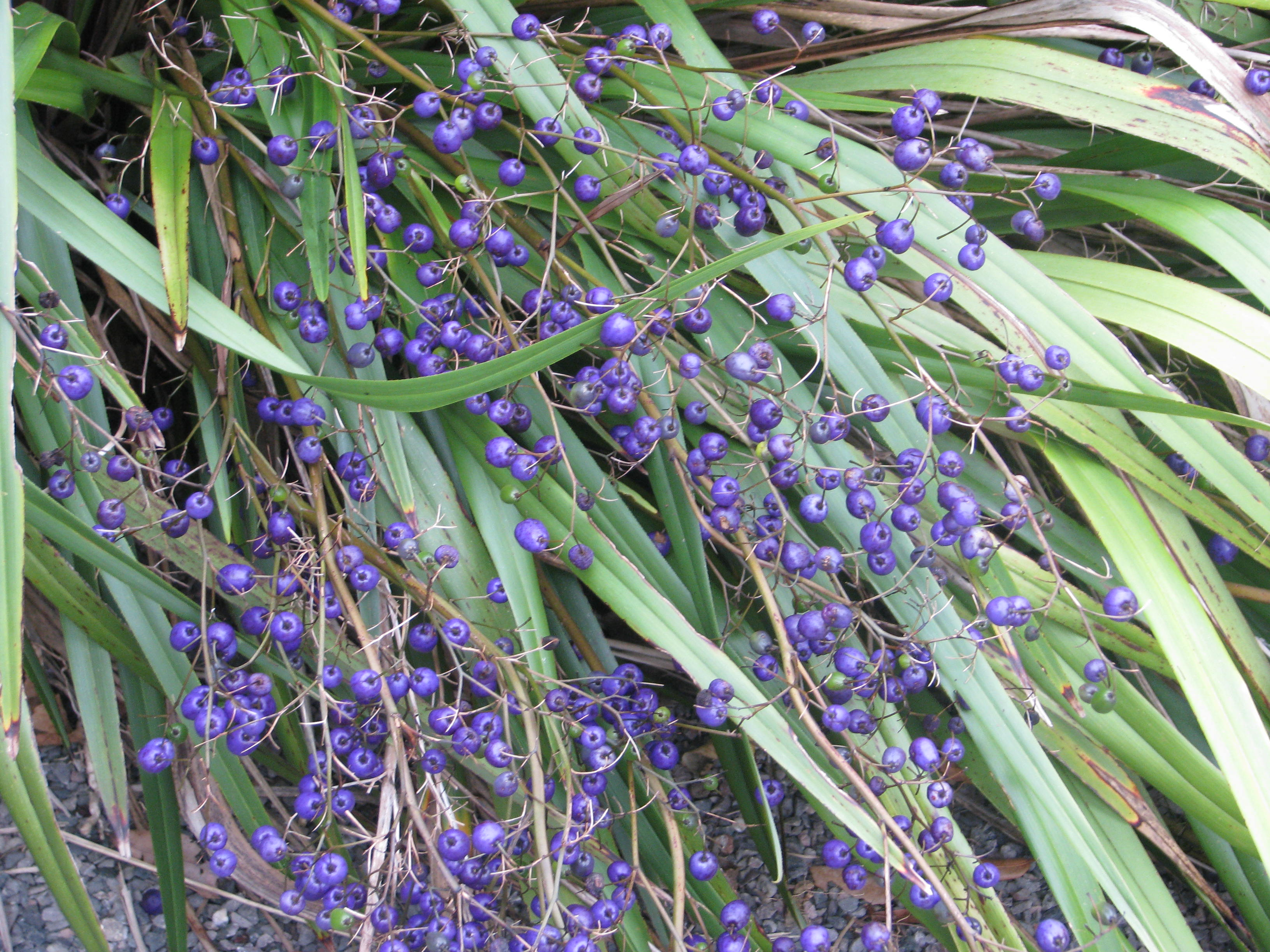
Owoce Dianella sp.

AnatomiaZiarna pyłku z bruzdą trychotomiczną, trójramienną, rzadko jednobruzdowe, wielkości 28–36 μ. Egzyna bardzo drobno siatkowata (D. revoluta) lub rowkowana i dziurkowana (D. intermedia, D. ensifolia i D. montana). Funkcja strumy w pręcikach nie jest poznana; nie są w niej obecne osmofory. Według niektórych hipotez może być adaptacją ewolucyjną i wizualnym atraktantem dla zapylaczy. Wewnętrzna i zewnętrzna epiderma owocolistków D. caerulea składa się z jednego rzędu szerokich i płaskich komórek oddzielonych miękiszem zbudowanym z relatywnie dużych, izodiametrycznych komórek i wiązkami przewodzącymi, które oddzielone są od wewnętrznej epidermy 4–6 warstwami komórek miękiszowych. W mezokarpie zalążni, w pobliżu jej środka, obecne są szczeliny przegrodowe, wskazujące na obecność miodników. U D. caerulea egzokarp składa się z pojedynczej warstwy komórek z cienkimi ściankami i pokryty jest cienką kutykulą. Zewnętrzny mezokarp składa się z 7–9 warstw, a wewnętrzny z 5–6 warstw izodiametrycznych komórek miękiszu. Endokarp składa się z pojedynczej warstwy małych, sześciennych komórek. W młodych owocach zewnętrzny integument ma grubość 3–5 warstw komórek, a wewnętrzny ma grubość 2 warstw. Gdy owoce dojrzewają, komórki egzokarpu stają się grubsze na ich zewnętrznych ścianach podziałowych; mogą też dzielić się i powiększać antyklinalnie. Komórki w zewnętrznym mezokarpie dzielą się peryklinalnie, tworząc warstwę o grubości 10 komórek, podczas gdy wewnętrzny mezokarp ma grubość 5–6 warstw komórek. Zewnętrzne komórki mezokarpu rozszerzają się izodiametrycznie. W dojrzałych owocach brak jest przestrzeni międzykomórkowych. Endokarp dzieli się peryklinalnie i antyklinalnie, tworząc dwurzędowy endokarp, który ostatecznie ulega pogrubieniu na obu ścianach peryklinalnych. Gdy owoce dojrzewają, zewnętrzny integument rozwija się w fitomelatoninową łupinę nasienną, podczas gdy wewnętrzny pozostaje miękiszowy i rozwija się w wewnętrzną powłokę nasienną (tegmen) o grubości 2–5 warstw komórek.
RozwójWieloletnie hemikryptofity, chamefity lub nanofanerofity. Rośliny kwitną wiosną i latem. W przypadku Dianella ensifolia rośliny kwitną i owocują najbardziej obficie w ciepłych miesiącach roku, jednak kwiaty i owoce mogą być obecne przez cały rok. Kwiaty większości gatunków otwierają się rano i kwitną do późnego popołudnia, jednak w przypadku D. tarda kwiaty otwierają się po południu i kwitną do wieczora (co odzwierciedla epitet gatunkowy, który po łacinie oznacza wolna, późna). Prawdopodobnie dzięki temu mechanizmowi roślina ta przyciąga innych zapylaczy i nie konkuruje z powszechną w jej zasięgu występowania D. revoluta. Kwiaty dowiastek są zapylane wibracyjnie przez pszczoły – na przykład z rodzajów Exoneura, Lasioglossum, Nomia, Homalictus i Lipotriches. U gatunku D. tasmanica zaobserwowano apomiksję. Jagody tych roślin są spożywane przez ptaki, co umożliwia rozprzestrzenianie nasion (ornitochoria).
Cechy fitochemiczneZ owoców Dianella nigra i D. tasmanica wyizolowano niebieskie barwniki z grupy antocyjanidynów, będące acylowanymi delfinidynami, a także glikozyd naftalenowy.
Z części naziemnych Dianella ensifolia wyizolowano olejek eteryczny zawierający terpeny, w tym 7,3% allo-aromadendrenu, 6,2% geranyloacetonu, 4,4% perhydrofarnezyloacetonu, 4,2% longifolenu i 4% beta-kariofilenu. Olejek wykazuje dobre działanie przeciwbakteryjne na bakterie gram-dodatnie (gronkowiec złocisty, laseczka sienna) i gram-ujemne (pałeczka okrężnicy, pałeczka ropy błękitnej) oraz umiarkowane działanie antyoksydacyjne i cytotoksyczne. W organach podziemnych tej rośliny obecne są triterpeny cykloartenolowe oraz flawany, wykazujące cytotoksyczność przeciwko liniom komórkowym raka sutka (MDA-MB-231), czerniaka (B16-F10), raka jelita grubego (HCT116) i raka płuca (A549). W częściach naziemnych roślin z tego gatunku obecne są flawany, biflawan, amentoflawon, tetralon, glikozyd naftalenowy dianelloza, β-orcynolokarboksylan metylu, stygmasterol i β-sitosterol. Ekstrakt octanu etylu z owoców roślin tego gatunku hamuje neuraminidazę wirusów typu A (H1N1)  o 31,5% w stężeniu 40 μg/mL. Ekstrakty z D. ensifolia zawierają pochodne propanu, hamujące rodniki i utlenianie lipidów indukowane przez promieniowanie ultrafioletowe; po zastosowaniu miejscowym kosmetyków z dodatkiem tego związku następuje zmniejszenie hiperpigmentacji skóry. D. ensifolia zawiera również antrachinon chryzofanol o słabym działaniu przeciwbakteryjnym.
W organach podziemnych Dianella callicarpa obecne są glikozydy naftalenowe dianellina i dianelloza, a także 2,2’-binafto-1,4-chinon dianellidyna, dianellinon i stellalderol. Dianellidyna wykazuje właściwości przeciwwirusowe i łagodne przeciwbakteryjne, natomiast stellalderol i dianellina umiarkowaną aktywność przeciwnowotworową. Dianellina i dianellidyna obecne są też w organach podziemnych D. caerulea i D. laevis. W organach podziemnych D. revoluta obecne są dianellidyna, dianellinon oraz toksyczny naftaleno-1,4-chinon (stypandron), wywołujący u zwierząt methemoglobinemię, zmniejszając zdolność do przenoszenia tlenu. Zatrucie tą rośliną wywołuje osłabienie i paraliż kończyn, prowadzący do prostracji i śmierci. Z rośliny D. longifolia wyizolowano kwas chryzofanowy o działaniu hamującym replikację wirusa polio typu 2 i 3 in vitro.
GenetykaPodstawowa liczba chromosomów x wynosi 8. Większość gatunków Dianella zawiera chromosomy w liczbie 2n = 16 (diploidy). Nierzadko zdarzają się też tetraploidy (2n = 32) i heksaploidy (2n = 48), w tym w ramach jednego gatunku. Do wyjątków należą oktaploidalne D. adenanthera i D. intermedia (2n = 64), a także gatunki, u których oprócz poliploidalności zaobserwowano aneuploidię: D. ensifolia (2n = 28, 32, 34, 40), D. longifolia (2n = 16, 30, 32, 48), D. sandwicensis (2n = 32, 40, 70) i D. tasmanica (2n = 16, 64, 76, 80, 84).

## Ekologia

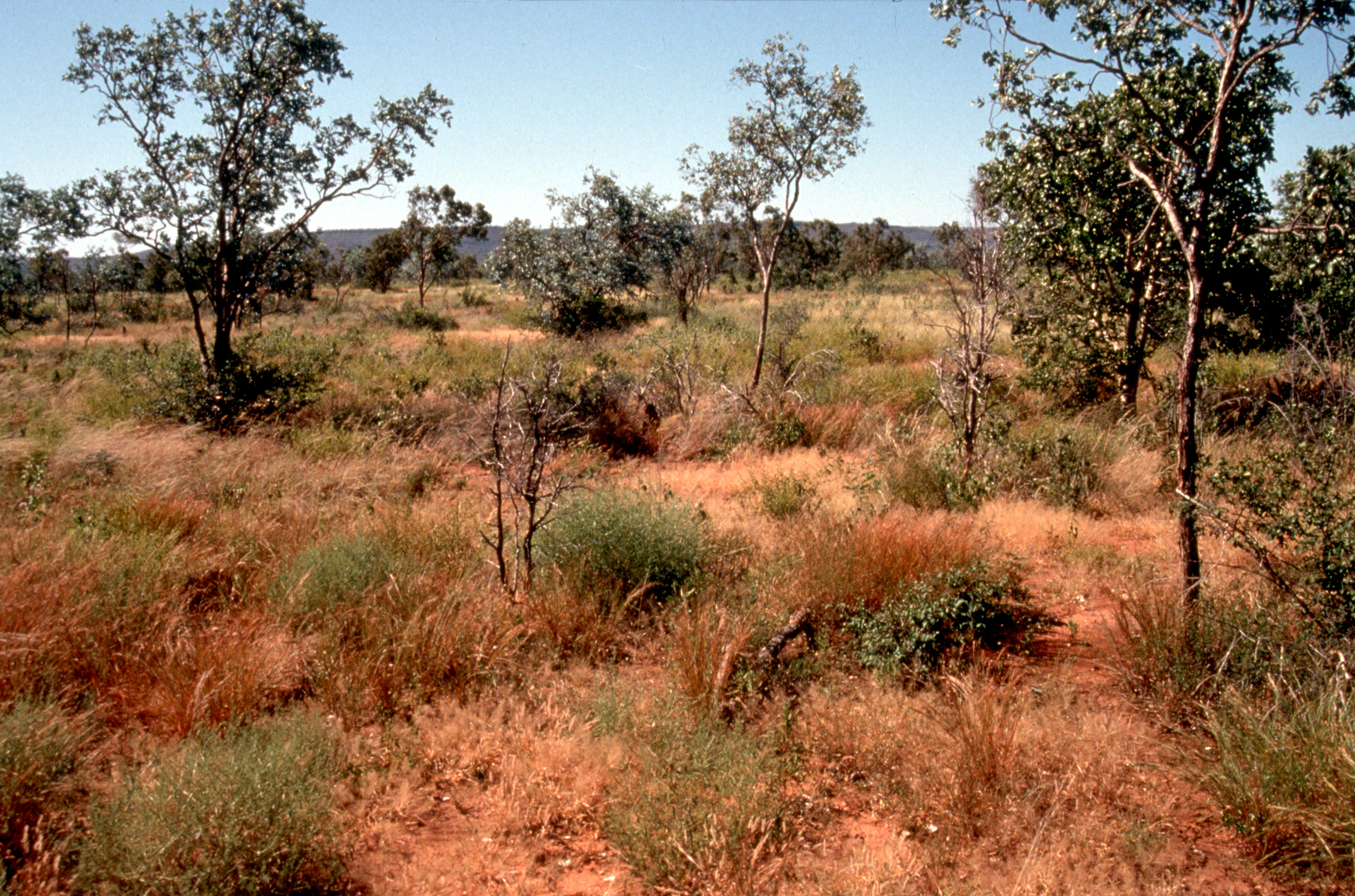
Australijska sawanna, siedlisko wielu gatunków dowiastek

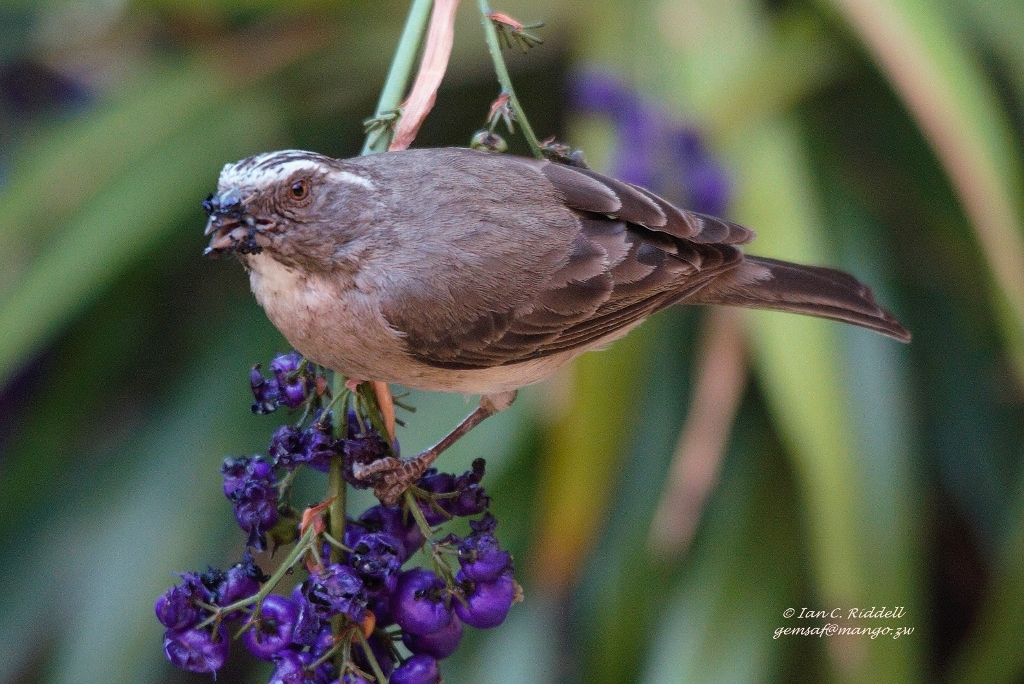
Afrokulczyk paskogłowy żerujący na owocach dowiastki

Wymagania siedliskoweRośliny te zasiedlają różnorodne siedliska. Zmienność form morfologicznych wśród gatunków tego rodzaju wynika z adaptacji do zróżnicowania środowiska na obszarze ich występowania. W swoim naturalnym zasięgu Dianella ensifolia występuje w otwartych formacjach zaroślowych, wiecznie zielonych lasach deszczowych, wilgotnych borach sosnowych, na wydmach nadmorskich, piaszczystych ławicach, formacjach trawiastych i otwartych lasach nizinnych, na wysokości od poziomu morza do 3000 m n.p.m. Toleruje szeroki zakres temperatur, światła, wilgoci, gleby i wysokości. Występuje w wielu różnych niszach, zarówno w klimacie umiarkowanym, jak i tropikalnym, i rozmnaża się zarówno w siedliskach otwartych, nasłonecznionych, jak i zacienionych. Na Florydzie zanotowano, że występuje on jako epifit na palmie kabaczkowej.
W Australii dowiastki występują najczęściej na glebach wulkanicznych i piaskowcowych. Gatunki D. longifolia, D. porracea i D. tarda, o liściach odziomkowych dość miękkich i elastycznych, mięsisto-włóknistych korzeniach i raczej soliterowe, występują w siedliskach suchych, na sawannie, sawannie drzewiastej i w lasach świetlistych. D. revoluta występuje w podobnych siedliskach, jednak tworzy kępy i skupiska o szerokości wielu metrów. Niektóre odmiany D. caerulea są szeroko rozpowszechnione na całym wschodnim wybrzeżu Australii, gdzie występują na wrzosowiskach, w suchych i wilgotnych lasach zawsze zielonych twardolistnych oraz lasach deszczowych. Gatunek ten charakteryzuje się wydłużonymi i ulistnionymi łodygami nadziemnymi oraz tworzy kępy i wielometrowe skupiska. Podobny do niego jest gatunek D. pavopennacea, który występuje w północnej Australii w otwartych lasach eukaliptusowych i na sawannie drzewiastej. D. odorata i D. amoena występują w lasach kserofitycznych, przy czym D. odorata zasiedla również tropikalne, eukaliptusowe sawanny drzewiaste. D. incollata i D. fruticans zasiedlają wychodnie piaskowcowe. Na glebach piaskowcowych w Górach Błękitnych występuje endemicznie D. tenuissima. Z kolei D. congesta zasiedla wybrzeże wydmowe w Nowej Południowej Walii. D. tasmanica występuje w lasach zawsze zielonych twardolistnych, a także na wybrzeżu i wrzosowiskach, z kolei D. intermedia i D. brevicaulis występują na wybrzeżu, a także sawannie i w formacjach leśnych. W wilgotnej strefie międzyzwrotnikowej D. atraxis, D. caerulea var. Theresa Creek i var. assera oraz D. bambusifolia występują na obrzeżach puszczy tropikalnej.
Na Hawajach gatunek D. lavarum zasiedla suche gleby wulkaniczne, a D. sandwicensis odsłonięte grzbiety i zbocza górskie.
Interakcje międzygatunkoweGatunki z tego rodzaju stanowią rośliny żywicielskie dla powszelatkowatych z gatunków Ocybadistes walkeri i Toxidia peron. Na pędach żerują także pryszczarkowate z gatunku Resseliella xanthorrhoeae. Owocami żywią się między innymi: afrokulczyk paskogłowy, brunatniczka, brodal czubaty, wróbel blady, kur bankiwa, synogarlica perłoszyja, bilbil zbroczony, szklarnik japoński i pekińczyk czerwonodzioby. Na roślinach pasożytują też rdzowce z gatunków: Uredo dianellae i Puccinia hemerocallidis, Alternaria z gatunku A. novae-zelandiae, próchnilcowce z gatunków: Pestalotia dianellicola,  Pestalotiopsis heucherae, Glomerellaceae z rodzaju Glomerella i gatunku Colletotrichum intermedium, Mycosphaerellaceae z gatunków: Zasmidium dianellae, Pseudocercospora dianellae, Mycosphaerella dianellincola i Mycosphaerella dianellae, Meliolomycetidae z gatunku Meliola gregoriana, a także nicienie Hemicriconemoides. Na kwiatach i dojrzałych pąkach tych roślin żerują pchełki ziemne z rodzaju Arsipoda.
Kwiaty roślin z tego rodzaju są atakowane przez wciornastki, które powodują różne wady rozwojowe. Gdy owady żerują w młodych kwiatach, pręciki, zalążnie i zalążki mogą przekształcić się w wyrostki przypominające listki okwiatu, nadając kwiatom osobliwy wygląd. Według Flora of Australia nazwa Dianella congesta została nadana tak zniekształconym roślinom innych gatunków.
Samce altannika lśniącego dekorują dojrzałymi jagodami dowiastki swoje altany.

## Systematyka
Pozycja systematycznaRodzaj z podrodziny liliowcowych (Hemerocallidoideae) z rodziny złotogłowowatych (Asphodelaceae). Jest taksonem monofiletycznym i stanowi klad siostrzany dla występującego w Ameryce Południowej rodzaju Excremis. Według jednej z hipotez tłumaczących bliskie pokrewieństwo między tymi rodzajami o współcześnie odrębnych i oddalonych od siebie zasięgach są one wikariantami pochodzącymi od wspólnego przodka, który zasiedlał południowoamerykańsko-antarktydzko-australiską część Gondwany. W dzisiejszej Australii lasy deszczowe w północno-wschodnim Queensland (Gondwana Rainforests of Australia) zawierają reliktową florę Gondwany, w tym gatunki z rodzaju Dianella. Inne gatunki Dianella, występujące w Australii w podszycie suchych lasów eukaliptusowych, ewoluowały, gdy Australia dryfowała na północ od Antarktydy, co wpłynęło na zmianę klimatu. Następnie rodzaj rozprzestrzenił się z Australii do Azji, Afryki i na wyspy oceaniczne w wyniku roznoszenia nasion przez ptaki.
Rodzaj historycznie zaliczany był do rodzin Hemerocallidaceae (np. w systemie Kubitzkiego z 1998 roku), liliowatych lub tęgoszowatych (Phormiaceae). W systemie Takhtajana z 1997 roku zaliczony został do rodziny Dianellaceae Salisb.
Na wyspie Pagan odkryto skamieniałości opisane jako Dianella ensifolia, zachowane w osadach piroklastycznych szacowanych na późny czwartorzęd. W okolicach jeziora Eyre w Australii odkryto skamieniałość z okresu eocenu, uważaną za blisko spokrewnioną z rodzajem Dianella i opisaną jako gatunek rośliny kopalnej Dienallophyllum eocenicum. W osadach wydobytych z obecnie zalanego krateru wulkanicznego Rano Raraku odkryto nasiona i pyłek Dianella, prawdopodobnie pochodzący ze środkowego holocenu.
Wykaz gatunków
- Dianella acutifolia Schlittler
- Dianella adenanthera (G.Forst.) R.J.F.Hend.
- Dianella amoena G.W.Carr & P.F.Horsfall
- Dianella atraxis R.J.F.Hend.
- Dianella bambusifolia Hallier f.
- Dianella brevicaulis (Ostenf.) G.W.Carr & P.F.Horsfall
- Dianella brevipedunculata R.J.F.Hend.
- Dianella caerulea Sims
- Dianella callicarpa G.W.Carr & P.F.Horsfall
- Dianella carolinensis Lauterb.
- Dianella congesta R.Br.
- Dianella crinoides R.J.F.Hend.
- Dianella daenikeri Schlittler
- Dianella dentata Schlittler
- Dianella ensifolia (L.) Redouté – dowiastka gajowa
- Dianella fruticans R.J.F.Hend.
- Dianella haematica Heenan & de Lange
- Dianella incollata R.J.F.Hend.
- Dianella intermedia Endl.
- Dianella javanica (Blume) Kunth
- Dianella latissima Heenan & de Lange
- Dianella longifolia R.Br.
- Dianella monophylla Hallier f.
- Dianella nervosa R.J.F.Hend.
- Dianella nigra Colenso
- Dianella odorata Blume – dowiastka wonna
- Dianella pavopennacea R.J.F.Hend.
- Dianella pendula Schlittler
- Dianella plicata Schlittler
- Dianella porracea (R.J.F.Hend.) Horsfall & G.W.Carr
- Dianella prunina R.J.F.Hend.
- Dianella rara R.Br.
- Dianella revoluta R.Br.
- Dianella saffordiana Fosberg & Sachet
- Dianella sandwicensis Hook. & Arn.
- Dianella serrulata Hallier f.
- Dianella stipitata Schlittler
- Dianella tarda Horsfall & G.W.Carr
- Dianella tasmanica Hook.f.
- Dianella tenuissima G.W.Carr

## Nazewnictwo
Etymologia nazwy naukowejNazwa naukowa rodzaju jest zdrobnieniem imienia rzymskiej bogini łowów i przyrody Diany. Francuski przyrodnik Pierre Sonnerat nazwał roślinę z gatunku typowego, zaobserwowaną na Maskarenach, Reine des Bois (królowa lasu). Następnie Philibert Commerson zastosował do niej synonimiczne imię Diana, podjęte przez Lamarcka – autora rodzaju – w zdrobnionej formie Dianella.
Nazwy zwyczajowe w języku polskimRodzaj Dianella został wymieniony przez Jakuba Wagę we Florze Polskiej z 1848 roku pod nazwą dowiastka. Tę samą nazwę wskazał Ignacy Rafał Czerwiakowski w wydanej w 1852 roku pracy Botanika szczególna: Opisanie roślin jednolistniowych lekarskich i przemysłowych. Autor podał również polską nazwę gatunków: D. odorata (dowiastka wonna) i D. triandra (dowiastka trzypręcikowa). Ten drugi gatunek współcześnie jest uznany za synonim gatunku Palisota hirsuta. Pod nazwą dowiastka rodzaj ten był wymieniony również przez Erazma Majewskiego w Słowniku nazwisk zoologicznych i botanicznych polskich z 1894 roku oraz przez Józefa Rostafińskiego w wydanym w 1900 roku Słowniku polskich imion rodzajów oraz wyższych skupień roślin, w którym dodatkowo wskazane zostały nazwy dyanela, dyanella i dyanka. Nazwa dowiastka wymieniona jest również w Słowniku języka polskiego Zdanowicza i Orgelbranda z 1861 roku i Słowniku języka polskiego Jana Karłowicza, Adama Kryńskiego i Władysława Niedźwiedzkiego z 1900 roku. W Słowniku nazw roślin obcego pochodzenia pod redakcją Ludmiły Karpowiczowej z 1973 roku podana została polska nazwa gatunku Dianella nemorosa – dowiastka gajowa. W wydanym w 2008 roku Słowniku roślin zielnych łacińsko-polskim Wiesława Gawrysia rodzaj nie został ujęty.
Synonimy taksonomiczne
- Diana Comm. ex Lam., Encycl. 2: 276 (1786)
- Rhuacophila Blume, Enum. Pl. Javae: 13 (1827)

Homonimy taksonomiczneDianella Gude, 1913 to również nazwa naukowa rodzaju występujących w Europie ślimaków z rodziny źródlarkowatych.

## Zagrożenie i ochrona
Żaden gatunek dowiastki nie został ujęty w Czerwonej księdze gatunków zagrożonych IUCN.
W australijskim stanie Wiktoria gatunki:
- D. amoena,
- D. longifolia var. grandis,
- D. porracea,
- D. tarda

zostały uznany za krytycznie zagrożone, a gatunek D. callicarpa za zagrożony wyginięciem. Wszystkie te gatunki zostały objęte ochroną prawną na podstawie Flora and Fauna Guarantee Act 1988.

## Znaczenie użytkowe

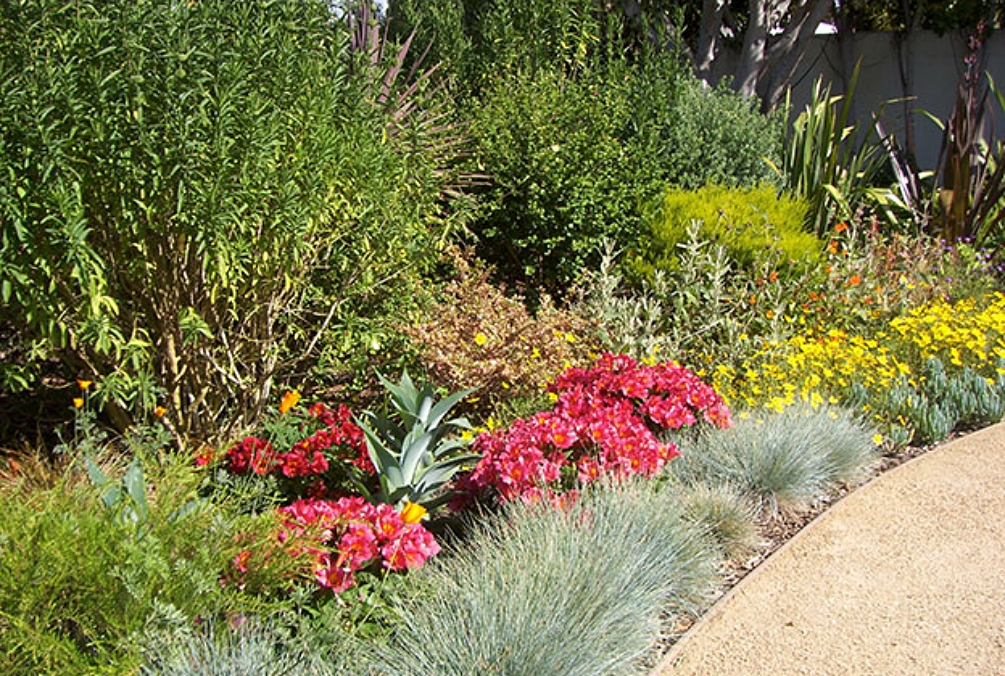
Nasadzenia ogrodowe z D. revoluta

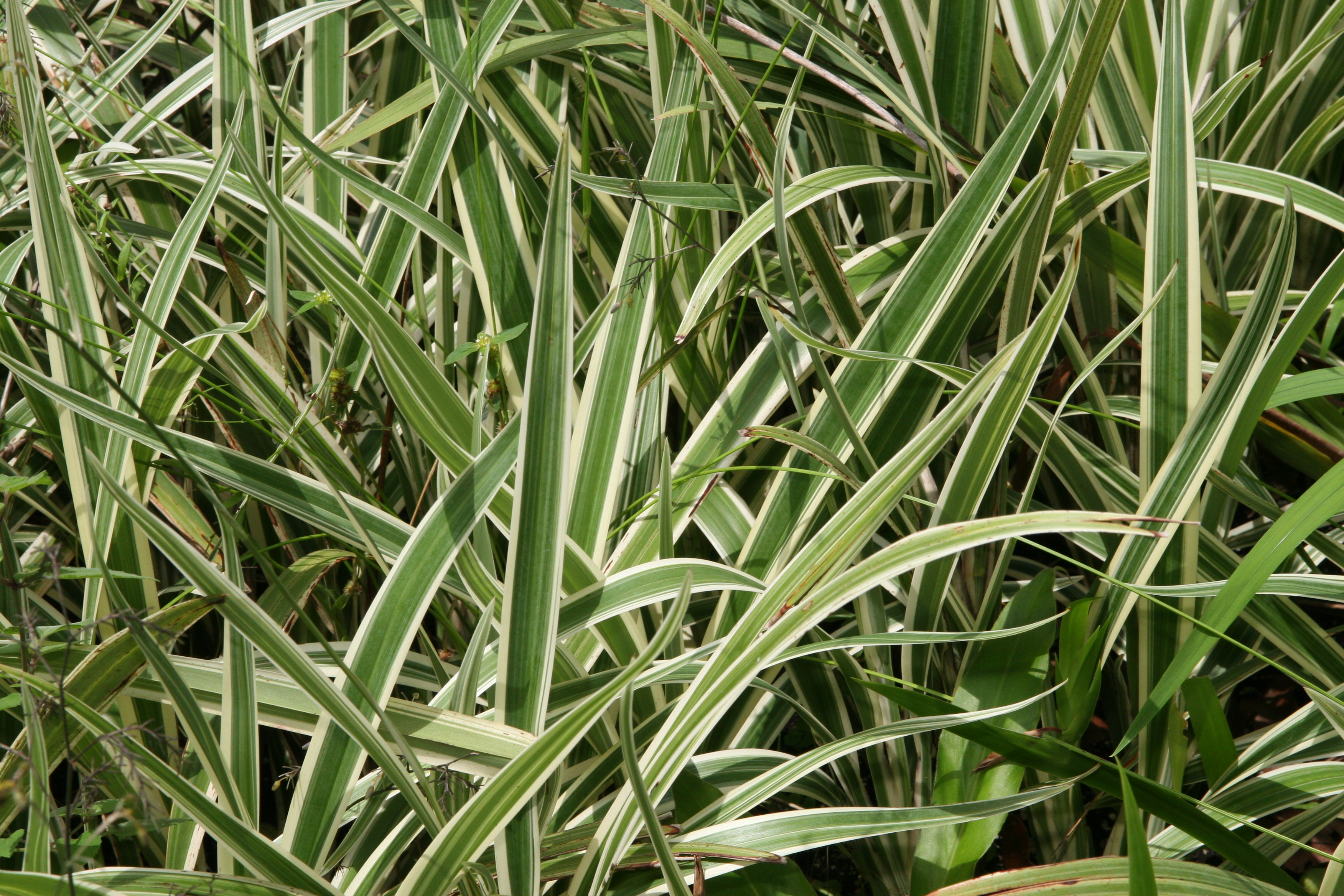
Ozdobne liście D. tasmanica 'Variegata'

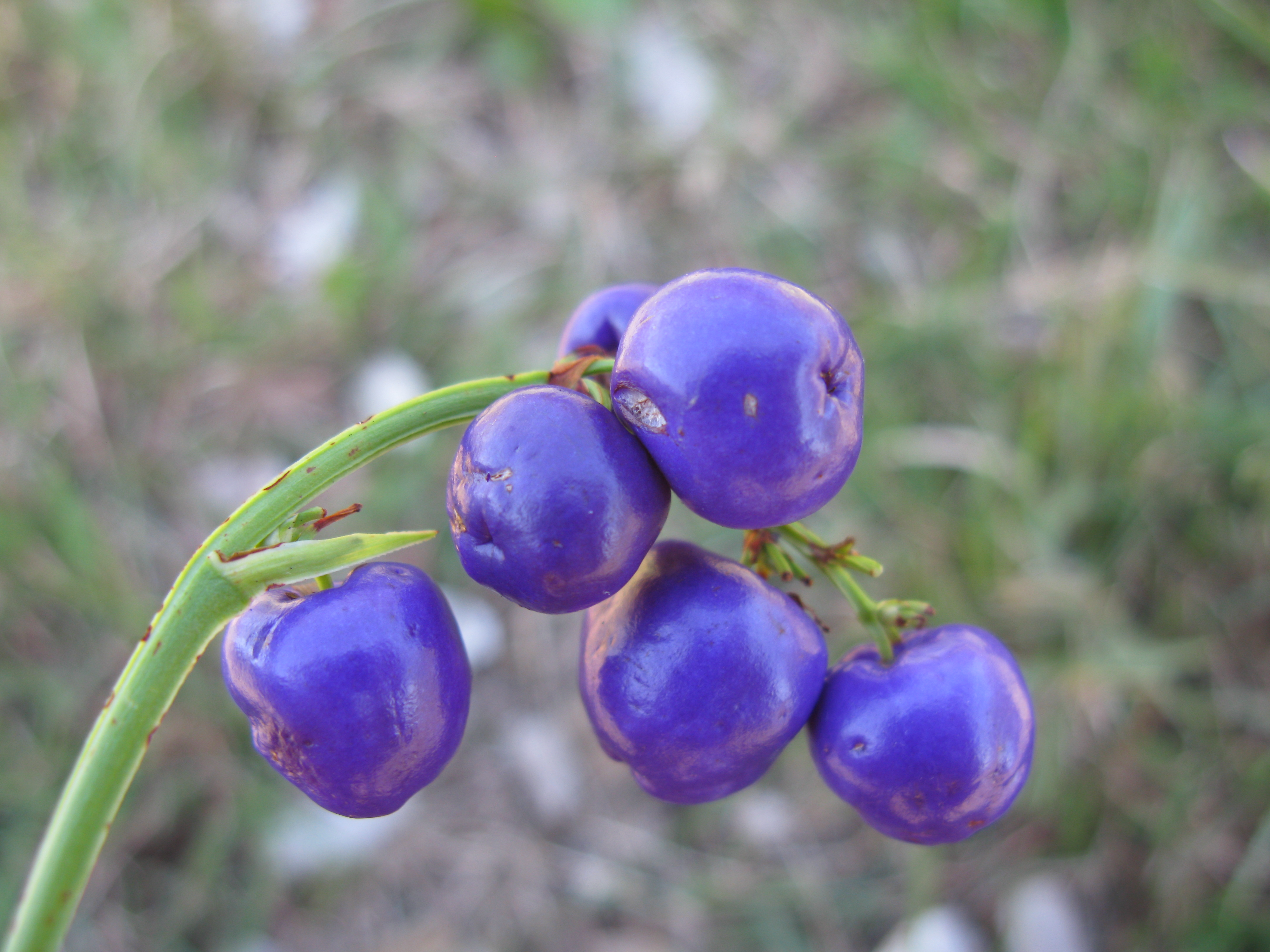
Jagody D. caerulea

Rośliny ozdobneWiele gatunków dowiastek, a także uzyskanych na ich bazie odmian uprawnych, szczególnie ozdobnych form z pasiastymi lub barwnymi (modrymi lub fioletowoszarymi) liśćmi, wykorzystywanych jest jako rośliny ozdobne w ogrodach skalnych, a także do sadzenia w pojemnikach i na rabatach. Z uwagi na zwarty pokrój nadają się też do nasadzeń obrzeżnych, przy granicach działek, a także na trawnikach i podjazdach. Gatunki i odmiany tworzące kępy nadają się do sadzenia jako rośliny okrywowe pod krzewami lub drzewami. Dowiastki dobrze prezentują się w masowych nasadzeniach, zwłaszcza w pełnym kwitnieniu. Mogą być uprawiane solo lub wraz z innymi roślinami o podobnym pokroju, takimi jak liriope szafirkowata, Lomandra czy konwalnik. Są to rośliny łatwe w uprawie, niewymagające zabiegów pielęgnacyjnych, tolerancyjne, odporne na przesuszenie. Znoszą spadek temperatury do -6 °C. Są łatwo rozmnażane przez podział kęp.
Wybór gatunków i odmian spotykanych w uprawie:
* D. brevipedunculata – rośliny osiągające 50 cm wysokości, o liściach limonkowo-zielonych z ciemnymi brzegami, ze zwartymi ciemnofioletowo-żółtymi kwiatami,
* D. caeruela – rośliny do 1 metra wysokości, z kwiatami białawoniebieskimi do granatowych i żółtymi pręcikami, nadające się do uprawy w ogrodach i parkach,
* D. ensifolia – osiągająca 2 metry wysokości, tworząca kępy, o białych lub niebiesko-białych kwiatach i jasnych, żółtopomarańczowych pręcikach, nadająca się do parków oraz nasadzeń wzdłuż dróg, tolerancyjna,
* D. revoluta – rośliny o wysokości do 1 metra, tworzące kępy o średnicy do 1,5 metra, o niebieskofioletowych kwiatach z żółtymi nitkami i brązowymi główkami pręcików, bardzo wytrzymałe i tolerancyjne, odporne na suszę i mróz,
* D. tasmanica – rośliny tworzące skupiska, z lawendowymi lub fioletowymi kwiatami z żółtymi pręcikami, bardzo wytrzymałe i tolerancyjne na duże zacienienie, niewymagające podlewania, odporne na suszę i mróz,
* Dianella 'NPW2' PBR – odmiana o zielonofioletowych liściach, osiągająca 40 cm wysokości, o wysokiej odporności na wysokie temperatury, tolerancyjna na suszę i mróz, nadająca się do nasadzeń wzdłuż dróg,
* D. caerulea 'Breeze' – odmiana o wysokości 70 cm, szybko rozrastająca się, o niebiesko-żółtych kwiatach, nadająca się do ograniczania erozji gleb,
* D. longifolia 'Peninsula Perfection' – odmiana osiągająca 50 cm wysokości, o pstrokatych liściach i jasnoniebieskich kwiatach, odporna na suszę i mróz,
* D. prunina 'Utopia' – odmiana o wysokości 50 cm z szerokimi liśćmi i niebieskofioletowymi, stalowymi kwiatami,
* D. revoluta 'Allyn-Citation' – odmiana o wysokości do 60 cm, z niebieskawozielonymi liśćmi, małymi, niebieskimi kwiatami i niebieskimi jagodami,
* D. revoluta 'Petite Marie' PBR – odmiana o wysokości 30 cm i jasnoniebieskich kwiatach,  krzaczasta, tworząca poduszki,
* D. tasmanica 'Silver Streak' – odmiana o wysokości 50 cm, o liściach pstrokatych z białymi brzegami, tworzące duże kępy,
* D. tasmanica 'Variegata' – odmiana o białych brzegach blaszek liściowych.
Rośliny leczniczeKilka gatunków dowiastek wykorzystywanych jest na obszarach ich naturalnego występowania w medycynie tradycyjnej.
W tradycyjnej medycynie chińskiej organy podziemne Dianella ensifolia stosowane są do leczenia czyraków, grzybic skóry i w zapaleniu węzłów chłonnych, natomiast w Tajlandii do leczenia chorób nerek, a w Wietnamie do leczenia ropni. W Kambodży, Laosie i Wietnamie roślina stosowana jest też na upławy i zmęczenie, zaś w Indonezji na infekcje żołądkowo-jelitowe, infekcje układu moczowo-płciowego, infekcje skóry, zakażenia opryszczkowe oraz moczopędnie. Ponadto odwar z korzeni i liści stosowany jest na malarię, przeziębienie, choroby reumatyczne, problemy z nerkami. Gotowane liście stosowane są na urazy i ból, a organy podziemne jako środek poporodowy. Sok z dojrzałych owoców wciera się w obrzęk wywołany przez świnkę. Suszone kłącze jest żute jako środek przeciwrobaczy, a świeże – stosowane jest jako rodentycyd.
W Republice Chińskiej organy podziemne D. ensifolia i D. longifolia stosowane są w medycynie tradycyjnej w leczeniu zapalenia naczyń chłonnych, gruźliczego zapalenia węzłów chłonnych, grzybicy woszczynowej, a także przeciwzapalnie i zewnętrznie w leczeniu czyraków.
W opisie gatunku Dianella odorata Rafała Czerwiakowskiego z 1852 roku autor wskazał, że w Chinach jest on używany w „trudnem moczeniu, kiławce i w białych upławach”, a także że jest on dodawany w Azji Południowej do kadzidła.
W fitofarmakologii Australii stosuje się organy podziemne trzech gatunków dowiastki: D. callicarpa – z uwagi na istotne działanie przeciwbakteryjne i przeciwwirusowe, D. longifolia var. grandis – z uwagi na działanie przeciw wirusowi polio – i D. revoluta var. revoluta – z uwagi na słabe działanie przeciwko cytomegalowirusowi.
Według prowadzonej przez Narodowy Uniwersytet Singapuru bazy danych Collective Molecular Activities of Useful Plants, gromadzącej wiedzę na temat aktywności biologicznej (≤ 10 μM) roślin leczniczych na poszczególne geny kodujące białka ludzkie, związki chemiczne obecne w Dianella revoluta wykazują aktywność biologiczną wobec 9 białek, w tym 4 enzymów cytochromu P450, związanych z 4 chorobami człowieka: rakiem sutka, rakiem pęcherza moczowego, zaburzeniami gruczołu krokowego i endometriozą.
Rośliny spożywczeJagody D. caerulea, osiągające średnicę 1,5 cm, są uznawane za jadalne na surowo i po ugotowaniu i bogate w witaminę C. Znany jest przypadek zatrucia Europejczyka owocami tej rośliny, które objawiło się „przemożną chęcią kołysania się w lewo w czasie chodzenia”. Za jadalne uważane są też jagody D. tasmanica, o smaku przypominającym winogrono. Jagody wielu gatunków są trujące. Kłącza D. caerulea były jedzone przez aborygenów po uprażeniu.
Rośliny włóknisteZ liści D. tasmanica pozyskiwane są bardzo silne, jedwabiste włókna, wykorzystywane do produkcji koszy. We wschodniej Nowej Południowej Walii włókna z D. longifolia wykorzystywano do produkcji siatek, koszy, pułapek na zwierzęta, pasków i sandałów, z kolei w Wiktorii z włókien D. revoluta produkowano sznurek. Podobne zastosowanie znajdowały włókna pozyskiwanie z D. caerulea. Fragmenty sznurków z włókien Dianella odkryto w trakcie badań archeologicznych jaskini Kongarati w południowej Australii.
Rośliny magiczneD. ensifolia jest rośliną stosowaną w obrzędach rytualnych. W Indonezji wykorzystuje się je do rytuałów ochronnych upraw ryżu.
Inne zastosowaniaZ jagód D. sandwicensis na Hawajach pozyskuje się substancje barwiące koloru fioletowoniebieskiego, a po zmieszaniu z sokiem z limonki, niebieskiego. Aborygeni australijscy używali soku z jagód D. tasmanica do barwienia włókien. Z liści D. caerulea tworzy się gwizdek (wabik) używany do polowania na węże.  Organy podziemne D. ensifolia znajdują zastosowanie w komponowaniu perfum. W Indonezji liście, a w Wietnamie, Kambodży i Laosie kłącza D. ensifolia stosowane były jako kadzidło. Na Hawajach organy podziemne D. ensifolia wykorzystywano do fumigacji. Utarte kłącze tej rośliny zmieszane z ryżem jest pieczone i używane jako trutka na gryzonie.

## Uprawa
Historia uprawyDianella caerulea była jedną z sześciu pierwszych australijskich roślin wprowadzonych do uprawy w Wielkiej Brytanii w 1771 roku. W spisie roślin uprawianych w Ogrodzie Botanicznym Królewskiego-Warszawskiego Uniwersytetu w 1820 roku ujęty jest gatunek Dianella nemorosa oraz Dracaena ensifolia, oba współcześnie uznane za synonimy gatunku Dianella ensifolia.
Wymagania i pielęgnacjaRośliny preferują stanowiska od słonecznych do częściowo zacienionych. Odpowiednie będzie dla nich podłoże dobrze przepuszczalne, bogate w próchnicę, o odczynie neutralnym do kwaśnego. Nie wymagają szczególnych zabiegów pielęgnacyjnych. Co jakiś czas należy usuwać stare głąbiki, po zrzuceniu owoców, a także martwe lub żółknące liście. Tolerują słabe gleby, ale dla lepszego wzrostu warto nawozić je w okresie wzrostu.
W Polsce rośliny te nie są mrozoodporne (strefy mrozoodporności: 8–11) i nie są uprawiane w gruncie.
RozmnażanieDowiastki silnie się rozrastają, podwajając wielkość kęp po około 8 miesiącach. Łatwo rozmnażają się przez podział kęp albo wysiew nasion. Nasiona kiełkują po 1–3 miesiącach. Zakwitają w czwartym roku po wysianiu.
SzkodnikiKwiaty dowiastek są atakowane przez wciornastki.

## Obecność w kulturze
W 2014 roku Republika Chińska wydała w ramach serii „Owoce III” znaczek pocztowy o nominale 5 dolarów tajwańskich przedstawiający owoce Dianella ensifolia na tle jej liści.